# Ostravice (ort)
Ostravice är en ort i Tjeckien.   Den ligger i distriktet Okres Frýdek-Místek och regionen Mähren-Schlesien, i den östra delen av landet, 290 km öster om huvudstaden Prag. Ostravice ligger 436 meter över havet och antalet invånare är 2 324.
Terrängen runt Ostravice är huvudsakligen kuperad. Ostravice ligger nere i en dal.Runt Ostravice är det mycket glesbefolkat, med 6 invånare per kvadratkilometer. Närmaste större samhälle är Frýdek-Místek, 16,7 km norr om Ostravice. I omgivningarna runt Ostravice växer i huvudsak barrskog.